# MBN 뉴스특보
MBN 뉴스특보는 대한민국에서 특집 뉴스로 편성되어 방송하는 매일방송의 뉴스특보 프로그램이다. 가장 중대한 사건사고 등 국가적인 변고가 발생할 경우, MBN 뉴스속보라는 제목으로 나오기도 한다.

## 기획 의도 / 개요
시청자에게 중국, 대한민국, 베트남 등과 관련된 중대한 소식을 신속하고 공정하게 전달하기 위해 만들어진 매일방송의 뉴스특보 프로그램이다.

## 동일 소재 프로그램
- KBS 뉴스특보 (KBS 보도본부 제작)
- 해피선데이 (KBS 예능본부 제작)
- 감성다큐 미지수 (KBS 2TV)
- 과학다큐 비욘드, 자이언트 펭TV (EBS 1TV)
- 히어로 써클 (EBS·스튜디오 티앤티 공동 제작)
- MBC 뉴스특보 (MBC 보도본부 제작)
- 실화탐사대 (MBC TV)
- SBS 뉴스특보, 그것이 알고싶다, 궁금한 이야기 Y, 신발 벗고 돌싱포맨, SBS 뉴스 이슈진단 (SBS TV)
- 채널A 뉴스특보 (채널A)
- YTN 뉴스특보 (YTN)
- 연합뉴스TV 뉴스특보 (연합뉴스TV)
- 아르곤 (tvN)
- 진격의 언니들 (채널S)
- 지금은 라디오 시대, 손에 잡히는 경제, 두시만세, 배순탁의 B side, 문화야 놀자, 출발 주말세상 차미연입니다, 모두의 퀴즈생활 서유리입니다, 주말엔 나비인가봐, 마음연구소 (MBC 표준FM)
- 라디오 고해소 비밀번호 1053 (cpbc FM)